# Almoines
Almoines là một đô thị ở comarca Safor cộng đồng Valencia, Tây Ban Nha. Đô thị này có diện tích 2,12 km², dân số thời điểm năm 2006 là 1874 người.